# 莫雷布沙丘

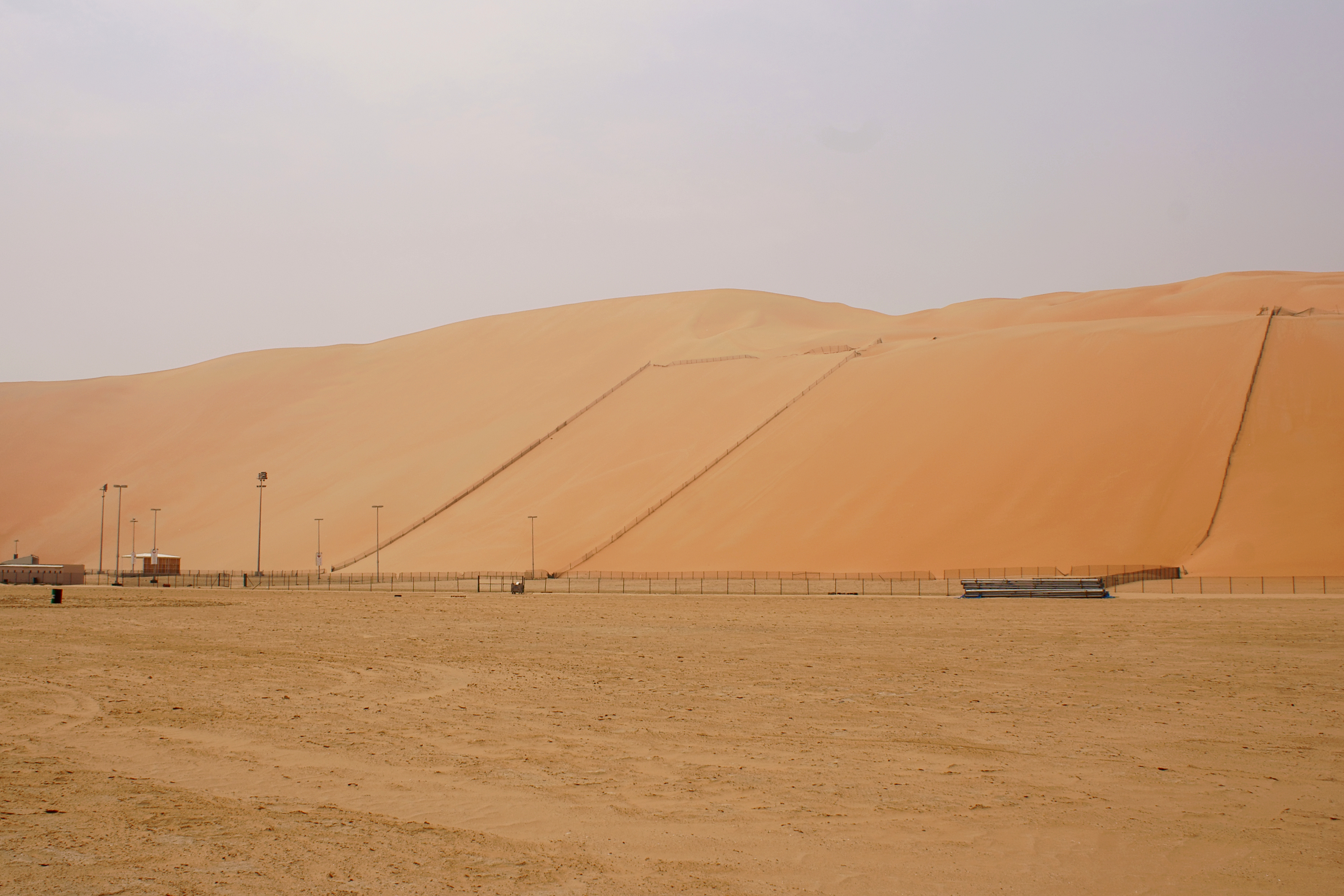
爬沙比赛场地

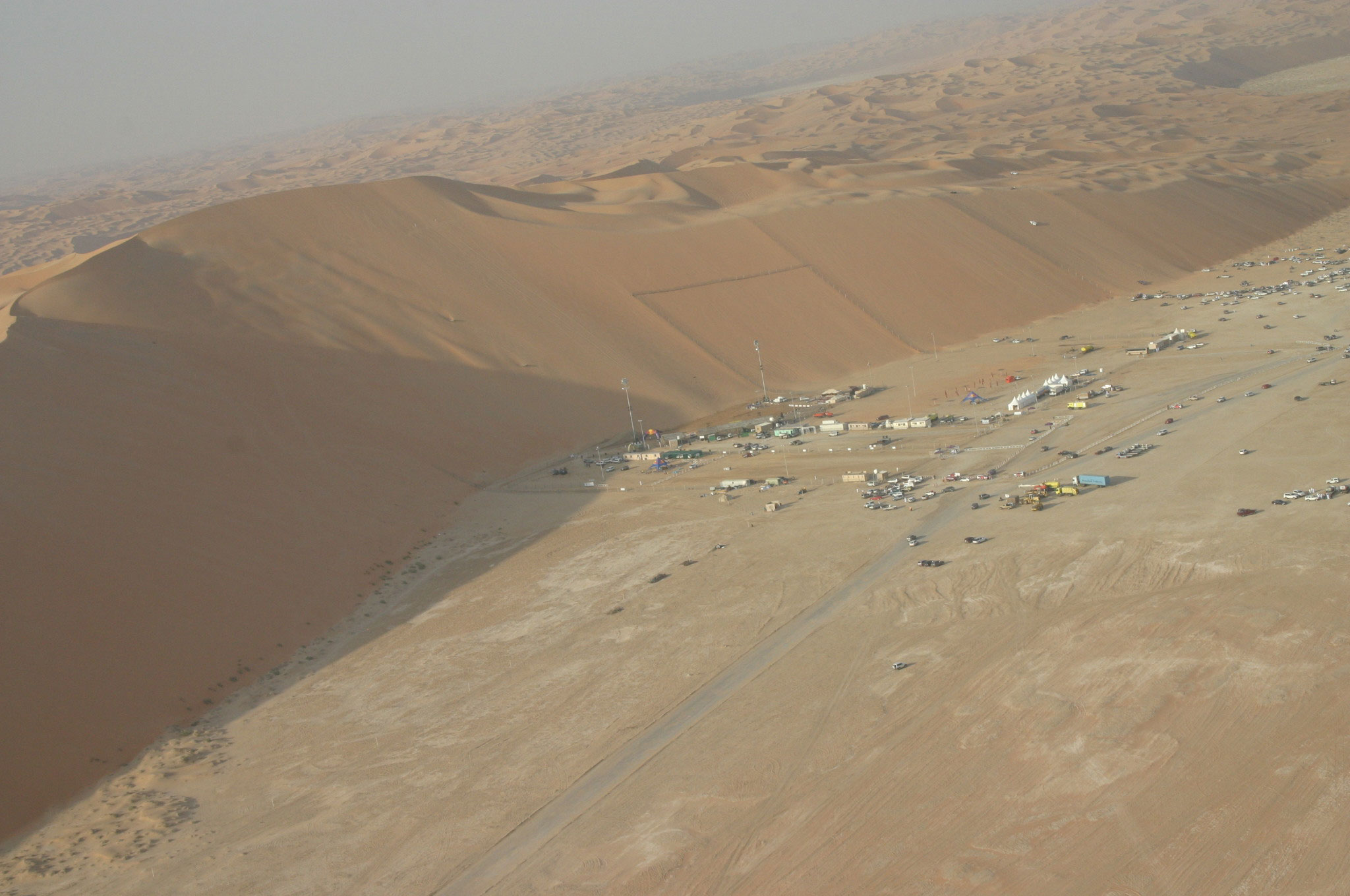
位于利瓦的莫雷布沙丘

莫雷布沙丘 (阿拉伯语：‎) 是一个位于阿拉伯联合酋长国鲁卜哈利沙漠的利瓦绿洲附近的大型沙丘。 这座沙丘据称打到了50°的坡度，高度为300米，因此很受短程赛车爬沙比赛欢迎。莫雷布沙丘是阿联酋海拔最高的沙丘， 亦是世界上海拔最高的沙丘之一。 其长度约为1600米。

## 地理
莫雷布沙丘位于阿联酋利瓦绿洲以南25公里。从阿布扎比到莫雷布沙丘的距离约为250公里。